# Aeroportul Pai
Aeroportul Pai (în thailandeză ท่าอากาศยานปาย) (IATA: PYY, ICAO: VTCI) este un aeroport din Wiang Tai⁠(d), Districtul Pai, Provincia Mae Hong Son, Thailanda ce deservește zona prăjitură cu fructe⁠(d). Aeroportul a fost tranzitat în 2019 de 1.032 de pasageri. A fost deschis în 6 februarie 2003 și numit după Districtul Pai.
Situat la o altitudine de 1.550 m, aeroportul dispune de o singură pistă. Este operat de Royal Thai Air Force⁠(d).